# Айрапетян, Аршавир Авакович
Аршави́р Ава́кович Айрапетя́н (арм. Արշավիր Ավագի Հայրապետյան; 1916—1998) — армянский советский агроном, организатор сельскохозяйственного производства. Герой Социалистического Труда (1976). Заслуженный агроном Армянской ССР.

## Биография
Аршавир Авакович Айрапетян родился 17 октября 1916 года в селе Агарак Елизаветпольской губернии Российской империи (ныне город Агарак в Сюникской области Республики Армения). Лишившись родителей в раннем возрасте, Айрапетян попал в детские дома, где и получил начальное образование. В 1934 году он был устроен на работу в колхоз села Агарак Мегринского района Армянской ССР, где работал до 1936 года.
Будучи колхозником, Аршавир Айрапетян был направлен в Ереванский гидромелиоративный техникум для получения образования. Окончив техникум в 1936 году, Айрапетян поступил в Армянский сельскохозяйственный институт.
С началом Великой Отечественной войны в 1941 году Аршавир Айрапетян — студент 3-го курса Армянского сельскохозяйственного института, был призван в ряды Рабоче-крестьянской Красной армии. Был на фронте с 1942 года. Служил на Юго-Западном, 4-м Украинском и 1-м Прибалтийском фронтах в качестве командира 1-й пулемётной роты 1164-го стрелкового полка 346-й стрелковой Дебальцевской Краснознамённой дивизии. Первое ранение получил в боях против немецких захватчиков в 1943 году. В 1944 году вступил в ряды ВКП(б)/КПСС.
9 апреля 1944 года, под постоянным обстрелом противника, старший лейтенант Айрапетян со своей ротой форсировали озеро Айгульское. При взятии высоты 30,3 метров станковые пулемёты роты работали без задержки. 11 апреля, в бою под селом Магазинка Айрапетян получил тяжёлое ранение, но не оставил поле боя до тех пор, пока противник был загнан с территории села. За это 26 апреля 1944 года Айрапетян был награждён орденом Красной Звезды.
11 октября 1944 года, после того, как пулемётная рота под командованием капитана Айрапетяна овладела железнодорожной станцией Иечи и железной дорогой в её окрестностях, противник предпринял семь атак. В сложной ситуации, когда боеприпасы в полку были на исходе, Айрапетян лично лёг за пулемёт и прицеленным огнём уничтожил пулемётные точки и расчёты противника, за что 22 октября 1944 года был награждён орденом Отечественной войны 2-й степени.
Аршавир Айрапетян был демобилизован в 1946 году. Продолжив обучение в Армянском сельскохозяйственном институте, Айрапетян закончил его в 1947 году. В том же году был направлен в совхоз имени Лукашина Октемберянского района Армянской ССР в качестве местного агронома, где проработал до 1949 года. В 1949 году Аршавир Айрапетян был назначен директором совхоза «Ахтанак» («Победа») Ноемберянского района Армянской ССР. В годы руководства Айрапетяна совхоз «Ахтанак» был одним из передовых совхозов Советского Союза. Айрапетяну удалось повысить урожайность в хозяйстве совхоза в 12 раз, а производительность труда на 15 %.
Указом Президиума Верховного Совета СССР от 27 декабря 1976 года за выдающиеся успехи, достигнутые во Всесоюзном социалистическом соревновании, проявленную трудовую доблесть в выполнении планов и социалистических обязательств по увеличению производства и продажи государству сельскохозяйственных продуктов в 1976 году Аршавиру Аваковичу Айрапетяну было присвоено звание Героя Социалистического Труда с вручением ордена Ленина и золотой медали «Серп и Молот».
Аршавир Айрапетян также занимался общественной деятельностью. Он был избран депутатом Верховного Совета Армянской ССР IX созыва от Ноемберянского избирательного округа № 290 Ноемберянского района. Айрапетян был членом президиума Верховного Совета Армянской ССР, членом бюро ЦК КП Армении. Был также делегатом XXVI съезда КПСС. Будучи руководителем совхоза, он воспитал многие поколения агрономов и земледельцев.
Аршавир Авакович Айрапетян скончался в декабре 1998 года в Ереване. Похоронен на Нубарашенском кладбище в Ереване.

## Награды
- Герой Социалистического Труда (Указ Президиума Верховного Совета СССР от 27 декабря 1976 года, орден Ленина и медаль «Серп и Молот») — за выдающиеся успехи, достигнутые во Всесоюзном социалистическом соревновании, проявленную трудовую доблесть в выполнении планов и социалистических обязательств по увеличению производства и продажи государству сельскохозяйственных продуктов в 1976 году[7].
- Орден Ленина (8.04.1971)[7][2].
- Орден Отечественной войны 1 степени (6.11.1985)[9].
- Орден Отечественной войны 2 степени (22.10.1944)[5].
- Два ордена Трудового Красного Знамени (30.04.1966, 12.12.1973)[7][2].
- Орден Красной Звезды (26.04.1944)[6].
- Медаль «За победу над Германией в Великой Отечественной войне»[3].
- Заслуженный агроном Армянской ССР[3].

## Комментарии
1. ↑  В некоторых источниках указывается фамилия Айрапетьян.